# Alpatláhuac (kommun)
Alpatláhuac är en kommun i Mexiko.   Den ligger i delstaten Veracruz, i den sydöstra delen av landet, 210 km öster om huvudstaden Mexico City. Antalet invånare är 8 988. Arean är 71 kvadratkilometer.
Terrängen i Alpatláhuac är bergig.
Följande samhällen finns i Alpatláhuac:
- San José Teacalco
- Cocalzingo
- Ateopa
- Malacatepec
- Acolco
- Xicola
- Rancho Nuevo
- Nueva Vida
- La Ventana
- Mesa de Buenavista
- Teanquisco
- Tecuanapilla
- Colonia Benito Juárez
- La Joya
- Loma de Buenos Aires
- Rancho Alegre
- Calzacayo
- Tlamamatla
- Tenixcalco